# Newell Highway
A Newell Highway é uma estrada nacional em Nova Gales do Sul, na Austrália. A rota está atualmente assinada como A39, no entanto, antes de 2013, foi assinada como Estrada Nacional 39. A Newell Highway é uma importante ligação rodoviária para serviços de frete entre os estados de Queensland e Vitória e centros regionais no oeste de Nova Gales. Com 1.058 quilômetros de comprimento, a Newell é a estrada mais longa de Nova Gales do Sul e passa por quinze áreas de governo local.